# Kōyū Ohara
Kōyū Ohara (jap. 小原 宏裕, Ohara Kōyū; geboren 10. Oktober 1935, gestorben  20. Februar 2004) war ein japanischer Filmregisseur und Drehbuchautor, der dem breiten Publikum vor allem durch seine Roman Pornos, Ori no naka no yōsei (Fairy in a Cage, 1977) und der Momojiri musume-Trilogie (Pink Tush Girl, 1978–1980), bekannt wurde. Er zählt zu den vielseitigsten und produktivsten Filmemacher der japanischen Nikkatsu. Alleine im Jahr 1979 inszenierte er neun Produktionen. 

## Leben und Werdegang
Kōyū Ohara, dessen Großvater bereits als Filmemacher bei Nikkatsu arbeitete, nahm zunächst ein Studium der Rechtswissenschaften an der Keiō-Universität auf und arbeitete nebenher als Sekretär für einen Abgeordneten des japanischen Repräsentantenhauses. Das Juraexamen vernachlässigte er schließlich zugunsten einer Aufnahmeprüfung bei Shōchiku, die jedoch misslang. Ein weiterer Anlauf führte ihn schließlich zu Nikkatsu, wo er ab 1961 als Regieassistent u. a. für Koreyoshi Kurahara arbeitete.
Als sich Nikkatsu Anfang der 1970er-Jahre fast ausschließlich auf lukrative Erotikfilme spezialisierte, sogenannte Pink Eiga, war Ohara – wie viele seiner Kollegen – nicht begeistert. Er blieb jedoch dem Studio im Gegensatz zu vielen anderen Filmschaffenden erhalten, in der Hoffnung, selbst bald Regie führen zu können. 1971 assistierte er Regisseur Shōgorō Nishimura bei Danchizuma hirusagari no jōji, Nikkatsus erster Pink-Eiga-Produktion der hauseigenen Roman-Porno-Reihe. Ein Jahr später gab er mit Jōen Oshichi no koiuta sein Regiedebüt. Nach dem großen Erfolg von Joshidaisei: Sex hoteishiki (1973) wurde Ohara einer der vielbeschäftigsten Regisseure Nikkatsus, für die er bis Mitte der 1980er-Jahre ausschließlich arbeitete. Er realisierte 42 Filme, darunter vier der kommerziell erfolgreichsten Filme des Studios überhaupt.
1984 verließ Ohara Nikkatsu und arbeitete nachfolgend als Regisseur für Musikvideos; 1988 erfolgte letztlich der Rückzug aus dem Filmgeschäft.

## Filmografie (Auswahl)
- 1972: Jōen Oshichi no koiuta (情炎お七恋唄)
- 1973: Joshidaisei: Sex hoteishiki (女子大生　ＳＥＸ方程式)
- 1973: Nippon kanraku chitai: Toruko sanshimai (にっぽん歓楽地帯　トルコ三姉妹)
- 1974: Maruhi joshidaisei: Sex arbeit (（秘）女子大生　ＳＥＸアルバイト, ~ arubaito)
- 1974: Danjo seiji-gaku: kojin jugyō (男女性事学　個人授業)
- 1975: Jitsuroku onna kanbetsusho: sei-jigoku (実録おんな鑑別所　性地獄)
- 1975: Zoku jitsuroku onna kanbetsusho (続実録おんな鑑別所)
- 1976: Shiroi mesuneko: mahiru no ecstasy (白い牝猫　真昼のエクスタシー, ~ ekusutajī)
- 1976: Revolte hinter Gittern (新・実録おんな鑑別所　－恋獄－, Shin jitsuroku onna kanbetsusho – rengoku)
- 1976: Runa no kokuhaku: watashi ni muragatta otokotachi (ルナの告白　私に群がった男たち)
- 1976: Tōkyō (maruhi) night report: atsui jueki (東京（秘）ナイト・レポート　熱い樹液, ~ Naito Repōto: ~)
- 1977: Gakusei mabu: shojo no aji (学生情婦　処女の味)
- 1977: Ori no naka no yōsei (檻の中の妖精)
- 1977: Joshū 101: Shaburu (女囚１０１　しゃぶる)
- 1977: Gensō fujin ezu (幻想夫人絵図)
- 1978: Shūdōjo Lucia: kegasu (修道女ルシア　辱す)
- 1978: Momojiri musume: Pink hip girl (桃尻娘　ピンク・ヒップ・ガール, ~: Pinku hippu gāru)
- 1978: Nawa jigoku (縄地獄)
- 1979: Shūdōjo: nure nawa zange (修道女　濡れ縄ざんげ)
- 1979: Momojiri musume: Love attack (桃尻娘　ラブアタック, ~: Rabu atakku)
- 1979: Unō Kōichirō no onna taiiku kyōshi (宇能鴻一郎の女体育教室)
- 1979: Zoom Up: bōkō genba (ズームアップ　暴行現場, Zūmu appu: ~)
- 1979: Momoko fujin no bōken (桃子夫人の冒険)
- 1980: Momojiri musume: Propose daisakusen (桃尻娘　プロポーズ大作戦, ~: puropōzu daisakusen)
- 1980: Akai tōriame (赤い通り雨)
- 1980: Ai no hakujitsumu (愛の白昼夢)
- 1980: Ushiro kara mae kara (後から前から)
- 1981: Tōkyō Caligula fujin (東京カリギュラ夫人, ~ Karigyura ~)
- 1981: Joshidaisei no kiso chishiki: ano ano (女子大生の基礎知識　ＡＮＯ　ＡＮＯ)
- 1981: Bakku ga daisuki (バックが大好き！)
- 1981: Onna taiiku kyōshi: funde hiraite (女体育教師　跳んで開いて)
- 1982: Momojiri dōkyūsei: machibuse (桃尻同級生　まちぶせ)
- 1982: Zoom Up: Seiko no futomomo (ズームアップ　聖子の太腿, Zūmu appu: ~)
- 1982: Shirobara gakuen: soshite zenin okasareta (白薔薇学園　そして全員犯された)
- 1982: Jitsuroku irogotoshi: The Gigolo (実録色事師　ザ・ジゴロ, ~: Za Jigoro)
- 1982: Oh! Takarazuka (ＯＨ！タカラズカ)
- 1983: China scandal: Enbu (チャイナスキャンダル　艶舞, Chaina sukyandaru: Enbu)